# Masicera varipes
Masicera varipes là một loài ruồi trong họ Tachinidae.